# Attentat de la basilique Notre-Dame de Nice
Pour les articles homonymes, voir Attentat de Nice.
L'attentat de la basilique Notre-Dame de Nice est une attaque au couteau perpétrée par un terroriste islamiste à Nice (Alpes-Maritimes, France), le 29 octobre 2020, entre 8 h 50 et 9 h. L'attentat a lieu au sein de la basilique Notre-Dame-de-l'Assomption, à Nice et fait trois morts (deux femmes et un homme). L'assaillant, Brahim Issaoui, un Tunisien de 21 ans, est blessé par les tirs des policiers qu'il tentait d'attaquer, puis est interpellé et hospitalisé.
L'auteur est condamné en 2025 à la réclusion criminelle à perpétuité incompressible.

## Contexte national
Le 3 février 2015, un terroriste islamiste attaque et blesse, à l'aide d'un couteau, deux militaires de l'opération Sentinelle qui gardaient un centre communautaire juif de Nice.
Le 14 juillet 2016, un attentat au camion-bélier fait 86 morts et 458 blessés sur la promenade des Anglais, à Nice.
La France est confrontée à une vague d'attentats sans précédent liés au djihadisme. Les trois victimes décédées dans cette attaque sont, depuis janvier 2015, les 261e, 262e et 263e victimes tuées dans un attentat islamiste sur le sol français.
Après Paris, la ville de Nice est la deuxième ville de France la plus meurtrie par les attentats islamistes, les attaques attribuées ou revendiquées par la mouvance djihadiste ont fait 89 morts dans la capitale azuréenne depuis 2015.
L'attentat de Nice survient treize jours après la décapitation d'un professeur, Samuel Paty, par un terroriste islamiste, et alors que se tient en France le procès des auteurs de l'attentat ayant visé la rédaction du journal Charlie Hebdo en 2015, dont le prétexte était notamment la publication par ce journal de caricatures de Mahomet. Les caricatures danoises de 2006 viennent en outre d'être republiées par le même journal le 1er septembre 2020, ce qui a suscité des appels à représailles provenant du Pakistan. Ces appels se traduisent rapidement à Paris par un attentat le 25 septembre  près des anciens locaux de Charlie Hebdo.

## Déroulement des faits
L'auteur de l'attentat, Brahim Issaoui (ابراهيم عيساوي ou ابراهيم العيساوي en arabe), initialement désigné dans les premières dépêches comme Brahim Aouissaoui ou Brahim al-Aouissaoui, parfois écrit « Aoussaoui » de façon inexacte, a été aperçu à 6 h 47, dans la gare de Nice-Ville. Il y modifie sa tenue vestimentaire en retournant sa doudoune et change de chaussures. Il se rend dans une salle de prières derrière la gare. Il en sort à 8 h 13.
Une fois sorti de la gare, il entame une marche d'environ 400 mètres et se retrouve devant la basilique Notre-Dame de Nice. Brahim Issaoui entre à l'intérieur de l'édifice à 8 h 29 où il reste un peu moins de 30 minutes et s'attaque aux trois victimes : Vincent Loquès, sacristain de la basilique ; une femme de 60 ans, qu'il égorge profondément pour tenter de la décapiter; une deuxième femme, qui, blessée, parviendra à s'enfuir à 8 h 54 par le côté gauche de la basilique donnant sur la rue d'Italie avant de succomber à ses blessures.
À 8 h 57, avertie par un témoin ayant recueilli la deuxième femme blessée dans son établissement, une équipe de quatre policiers municipaux intervient. Ils entrent dans les lieux par le côté gauche, s'avancent dans un couloir puis font face à l'assaillant qui, d'un air menaçant, se dirige vers les forces de l'ordre en criant « Allahu akbar ». Ils utilisent tout d'abord un pistolet à impulsion électrique avant de dégainer leurs armes de service, ouvrant le feu à 14 ou 15 reprises sur l'individu (11 balles l'atteignent) qui est grièvement blessé à l’abdomen, aux jambes et à l’épaule et interpellé,, en criant à plusieurs reprises « Allahu akbar ». Il reçoit les premiers soins sur place, puis est transféré dans un hôpital,.

## Victimes
| Nom                  | Âge    | Nationalité           | Infos                                                                             | Sources |
| -------------------- | ------ | --------------------- | --------------------------------------------------------------------------------- | ------- |
| Nadine Devillers     | 60 ans | Française             | Fidèle de la basilique.                                                           | ,       |
| Vincent Loquès       | 54 ans | Français              | Né le 30 octobre 1965, il est père de deux enfants et sacristain de la basilique. | ,       |
| Simone Barreto Silva | 44 ans | Française Brésilienne | Mère de trois enfants, auxiliaire de vie et fidèle de la basilique.               | ,       |

La première victime est une femme de 60 ans égorgée à l'intérieur de la basilique. La deuxième victime âgée de 54 ans, est le sacristain de la basilique, mortellement blessé à coups de couteau à la gorge, également retrouvé dans la basilique, il aurait eu 55 ans le lendemain. La troisième victime, une femme de 44 ans franco-brésilienne, est morte dans un bar près de la basilique, où elle s'était réfugiée après avoir été blessée,.
Les obsèques de Vincent Loquès se déroulent dans l'intimité familiale.

## Hommage national

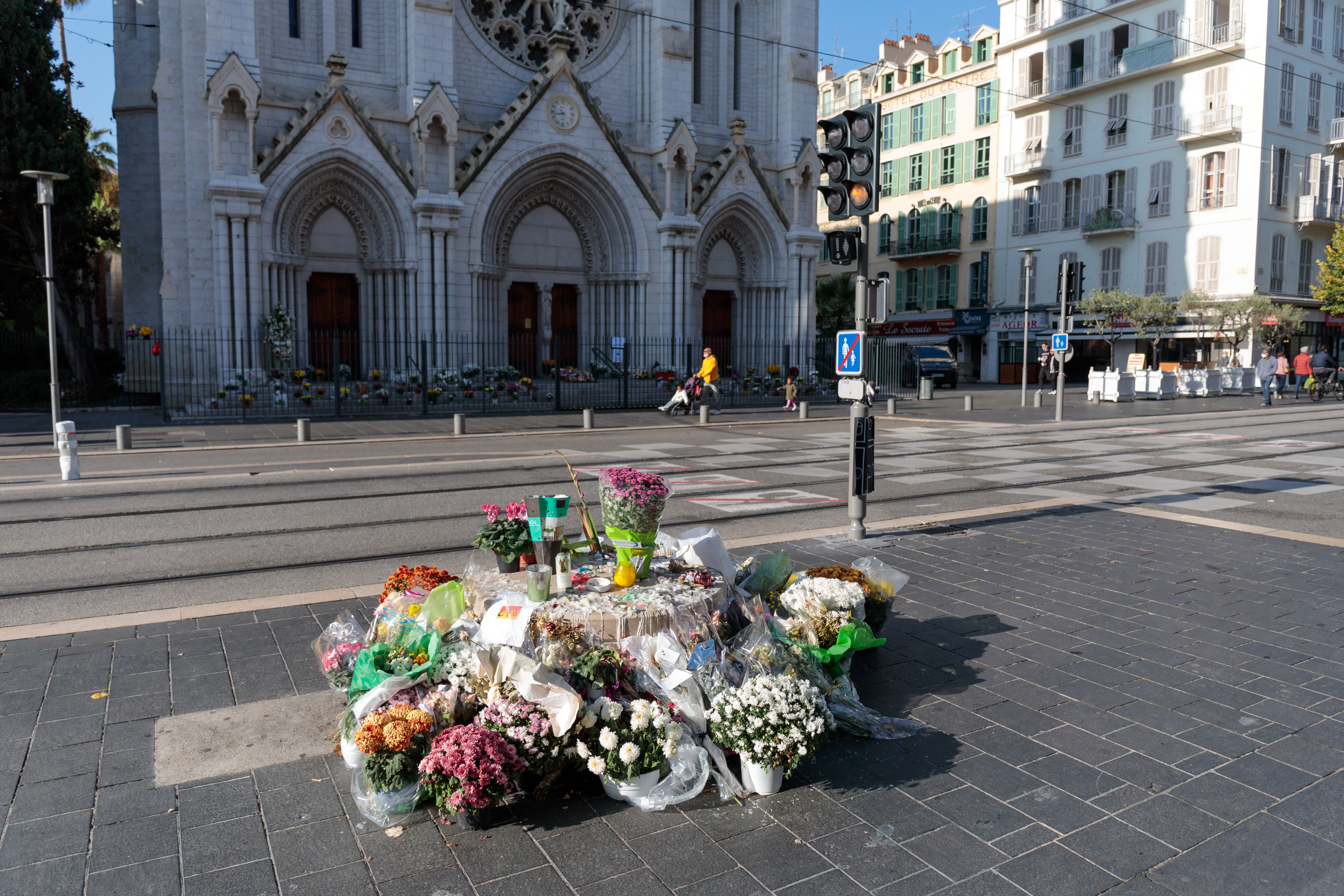
Dépôt de fleurs devant la basilique.

Un hommage national aux trois victimes présidé par le Premier ministre Jean Castex est célébré le samedi 7 novembre 2020 à 10 h 30 sur la colline du Château dominant la baie des Anges. 
Les portraits des victimes sont portés chacun par deux proches. Cela se fait au son de L'Indifférence, chanson de Gilbert Bécaud pour Nadine Devillers. Le portrait de Simone Barreto est porté au son de Toda menina baiana, du musicien brésilien Gilberto Gil.  
Pour Vincent Loquès, un comédien du théâtre de Nice lit  le célèbre poème de Victor Hugo, Demain, dès l'aube...  (écrit après la mort de sa fille Léopoldine Hugo). Cette lecture se fait sur un fond instrumental. 
La comédienne Muriel Mayette-Holtz, directrice du Théâtre national de Nice, lit un texte de Romain Gary (« Une puissance et une promesse rassurante », publié dans L'affaire homme). 
Un arrangement instrumental de l'« Hymne aux victimes du terrorisme », de Manuel Carrasco, est joué par une violoniste et le violoncelliste Gautier Capuçon. Des membres du chœur de l'Opéra de Nice, accompagnés par l'orchestre d'harmonie des sapeurs-pompiers de Nice, font entendre l'hymne national, La Marseillaise, à l'entrée du Premier ministre puis à la fin de la cérémonie. Pour la revue des troupes l'orchestre joue la traditionnelle Marche des soldats de Robert Bruce, marche d'origine écossaise. 

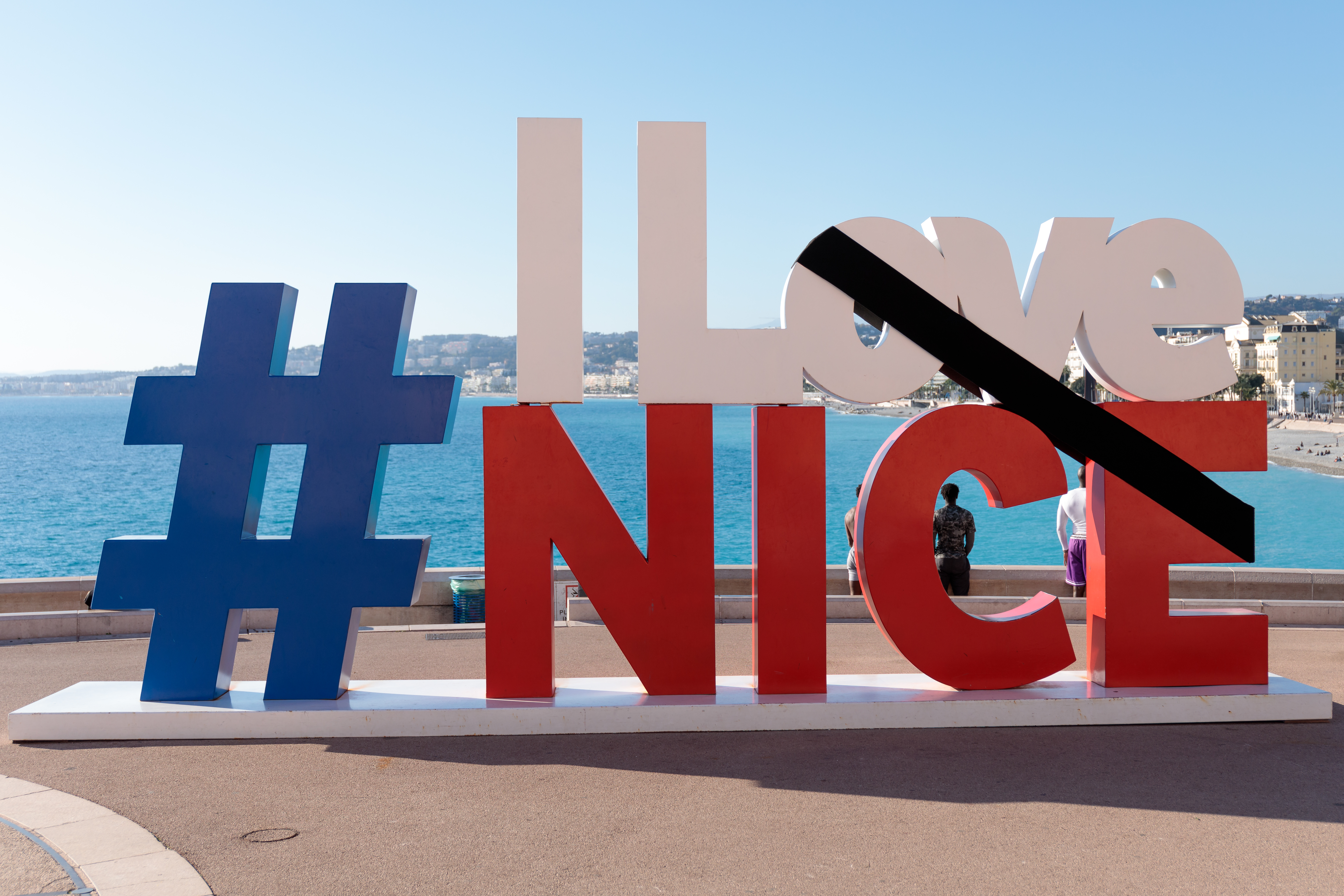
Le monument I Love Nice sur la promenade des Anglais avec une bande noire après l'attaque.

Un discours est prononcé par le maire de Nice Christian Estrosi, puis par le Premier ministre.
Le violoncelliste Gautier Capuçon et le pianiste Jérôme Ducros interprètent une version de l’Ave Maria développé par le compositeur Charles Gounod sur un prélude de Jean-Sébastien Bach (partition profane conçue à l'origine pour clavier seul) : de ce fait, cet arrangement est souvent entendu lors de cérémonies religieuses. Mais ici, le texte religieux chanté disparait au profit de la transcription pour violoncelle.
Les victimes sont décorées à titre posthume de la médaille nationale de reconnaissance aux victimes du terrorisme par le Premier ministre. La cérémonie se termine au son de la chanson What a Wonderful World, connue à l'origine par l'interprétation qu'en avait donnée Louis Armstrong et interprétée ici par les membres du chœur de l'opéra de Nice.
Une seconde cérémonie a lieu à midi pour la remise de décoration par le Premier ministre aux policiers municipaux ayant neutralisé le terroriste. L'un est fait officier de la légion d'honneur, trois autres chevaliers de la légion d'honneur et trois autres chevaliers de l'ordre national du Mérite.

## Assaillant
L'auteur de l'attaque, Brahim Issaoui (également connu sous le nom Aouissaoui), âgé de 21 ans, est un Tunisien originaire de la région de Sfax, né le 29 mars 1999 selon un document de la Croix-Rouge italienne retrouvé sur lui,. Il est connu pour des faits de droit commun — violence et drogue — et gagne sa vie comme réparateur de mobylettes, puis vendeur d'essence au marché noir.
Fin 2018, il délaisse la drogue et « devient assidu » dans sa pratique du culte musulman, relatent sa famille et des amis d'enfance. Il effectue notamment les jeûnes surérogatoires du lundi et du jeudi et multiplie les injonctions religieuses (nassa'ih (en)) à sa famille et ses amis.
Sans prévenir sa famille, il quitte son pays dans la nuit du 19 septembre au 20 septembre 2020 à bord d'une embarcation avec dix autres personnes. Il est récupéré par un bateau de secours italien et arrive à Lampedusa le 20 septembre où il est pris en charge par la Croix-Rouge italienne et mis en quarantaine à cause du Covid-19. 
Il est ensuite emmené par le bateau d'une ONG, la GNV Rhapsody, qui transporte près de 800 migrants de Palerme à Bari,, où il est placé le 9 octobre dans un centre d'identification. 
Visé par une obligation de quitter le territoire italien sous sept jours car il n'y a plus de place dans le centre, il est laissé libre et part travailler dans une oliveraie en Sicile,. Le 25 octobre, à 21 h 52, il est à Rome, d'où il écrit à un ami : « Demain je partirai pour la France, le pays des mécréants et des chiens ». 
Le 27 octobre 2020, à 20 h 31, il arrive clandestinement à la gare de Nice, vraisemblablement à bord d'un train en provenance de Rome,. Le 28 octobre, à 20 h 37, il écrit : « Je suis encore à Nice, je veux venir là où tu es, à la Tour Eiffel, mais le billet est à 150 euros », avant d'ajouter quelques minutes plus tard : « le billet est trop cher. Je suis ici jusqu'à ce que Dieu me facilite ». Le lendemain à 8 h 29, il commet son attentat. « Il voulait frapper Paris, Nice était une solution de repli car il n'avait pas assez d'argent », relève l'avocate de la famille de Vincent Loquès, Samia Maktouf, qui doute que « depuis le fin fond de sa campagne tunisienne » Brahim Aouissaoui ait décidé, seul, « d'aller frapper la Tour Eiffel à Paris » et pense qu'il a été « téléguidé ». Toutefois, l'enquête ne permet d'identifier aucun complice ou commanditaire. 
Il n'a pas effectué pas de demande d'asile, ni avant de se rendre sur le territoire français ni une fois en France. 
Il est mis en examen et écroué le 7 décembre. En détention provisoire, où il enchaîne les incidents et se rapproche de détenus radicalisés, il se vante aussi d'être l'assaillant de Nice, notamment auprès d'Abdelhakim Sefrioui (incarcéré pour son rôle dans l'assassinat de Samuel Paty), qui le qualifie pour cela de « taré ». Deux semaines après son arrivée en juin 2022 au centre pénitentiaire de Meaux, il est transféré en urgence à Beauvais, soupçonné de préparer une attaque contre les surveillants avec deux autres détenus radicalisés.

## Enquête
Immédiatement après l'attaque, le parquet national antiterroriste s'est saisi de l'enquête pour « assassinat et tentative d'assassinat en relation avec une entreprise terroriste » et « association de malfaiteurs terroriste criminelle ». Elle a été confiée à la direction centrale de la Police judiciaire (DCPJ) et à la direction générale de la Sécurité intérieure (DGSI). 
Les enquêteurs ont trouvé à l'intérieur de la basilique l’arme du crime, un couteau avec une lame de 17 cm, un sac de vêtements, un moushaf (en) du Coran et deux téléphones, ainsi que deux couteaux non utilisés. Les deux téléphones sont en cours d’exploitation.
Le soir même, un homme de 47 ans a été placé en garde à vue, soupçonné d'avoir été en contact avec l'auteur des faits la veille de l'attaque ainsi qu'un autre homme de 35 ans, le soir du 30 octobre 2020. Un troisième homme de 33 ans qui se déclare cousin du meurtrier est placé en garde à vue le vendredi soir. Il était en contact avec la deuxième personne interpellée.
Un quatrième homme, un Tunisien de 29 ans, Ahmed B-A, est interpellé à Grasse par les équipes de la sous-direction anti-terroriste (SDAT) le samedi 31 octobre 2020. Il aurait effectué le voyage entre la Tunisie et la France avec le terroriste. Le 31 octobre dans la soirée, un homme de 63 ans et un homme de 25 ans sont placés en garde à vue. Ils sont proches du quatrième interpellé.
Le 30 octobre 2020, la Tunisie ouvre également une enquête en raison de la nationalité du tueur. Dans un entretien à La Voix du Nord, le ministre de l'Intérieur, Gérald Darmanin, déclare que le terroriste était venu en France « manifestement pour tuer. ».
Le 1er novembre suivant est levée la garde à vue de l'homme de 47 ans aperçu par des caméras de vidéosurveillance la veille avec l'auteur des assassinats, un individu de 35 ans et le « cousin » du terroriste.
Au 3 novembre 2020, cinq hommes sont en garde à vue, dont un Tunisien de 29 ans, interpellé à Sarcelles, le 2 novembre. Il est soupçonné d'avoir eu plusieurs échanges avec l'assaillant pendant son trajet migratoire. Trois hommes de la même famille, âgés de 23 à 45 ans, sont interrogés depuis le 3 novembre. : ils hébergeaient le premier suspect. Ahmed B-A, interpellé à Grasse, arrivé à Lampedusa avec Issaoui, est soupçonné de l'avoir accompagné jusqu'en France.
Le 4 novembre, un mineur de 17 ans demeurant en Seine-Saint-Denis soupçonné d'avoir échangé des messages avec Issaoui est placé en garde à vue.
Le 6 novembre, le terroriste, jusque-là soigné à l'hôpital Pasteur de Nice, est transféré par avion vers un hôpital de la région parisienne.
Le 11 novembre, un individu armé d'un couteau menaçant de s'en prendre à son intégrité physique (affirmant vouloir l'« égorger » pour « faire justice ») est arrêté devant l'hôpital d'instruction des armées Bégin et placé en garde à vue.
Le 13 novembre, une photo du tueur islamiste de Samuel Paty, un message audio qualifiant la France de « pays de mécréants » et des photos relatives au groupe terroriste État islamique sont retrouvés dans le téléphone de l'assaillant.
Des images de vidéosurveillance montrent Brahim Issaoui en train d'effectuer des repérages le 28 octobre, soit la veille de l'attentat : il est aperçu à au moins quatre reprises devant la basilique et s'assoit même devant celle-ci entre 10 h 53 et 11 h 4.

## Procès
Le procès en première instance de Brahim Issaoui pour « assassinats et tentatives d’assassinats en relation avec une entreprise terroriste », se tient devant la cour d’assises spéciale, à Paris, du 10 au 28 février 2025,. 
Durant son procès, Issaoui déclare : « Je ne suis pas un terroriste, je suis un musulman ».
Le 28 février, après finalement reconnu les faits et admis sa responsabilité, Issaoui est condamné à la réclusion criminelle à perpétuité incompressible, conformément aux réquisitions du parquet national antiterroriste,,. Il fait appel de sa condamnation le 3 mars suivant.
Le procès en appel doit se tenir du 7 au 18 décembre 2026,.

## Réactions

### Nationales
- Gérald Darmanin, ministre de l'Intérieur, met en place une cellule de crise avec Jean Castex, Premier ministre, et Emmanuel Macron, président de la République. Le niveau d'alerte du plan Vigipirate est renforcé en « Urgence attentat[23] », quatre mille militaires supplémentaires sont déployés portant leur nombre à sept mille[67].
- L'Assemblée nationale ainsi que le Sénat observent une minute de silence tandis qu'Emmanuel Macron, Gérald Darmanin et Éric Dupond-Moretti se rendent sur le lieu même de l'attaque quelques heures après les faits.
- Christian Estrosi, maire de Nice, déclare : « Trop c'est trop, il est temps maintenant que la France s'exonère des lois de la paix pour anéantir définitivement l'islamo-fascisme de notre territoire[68] ».

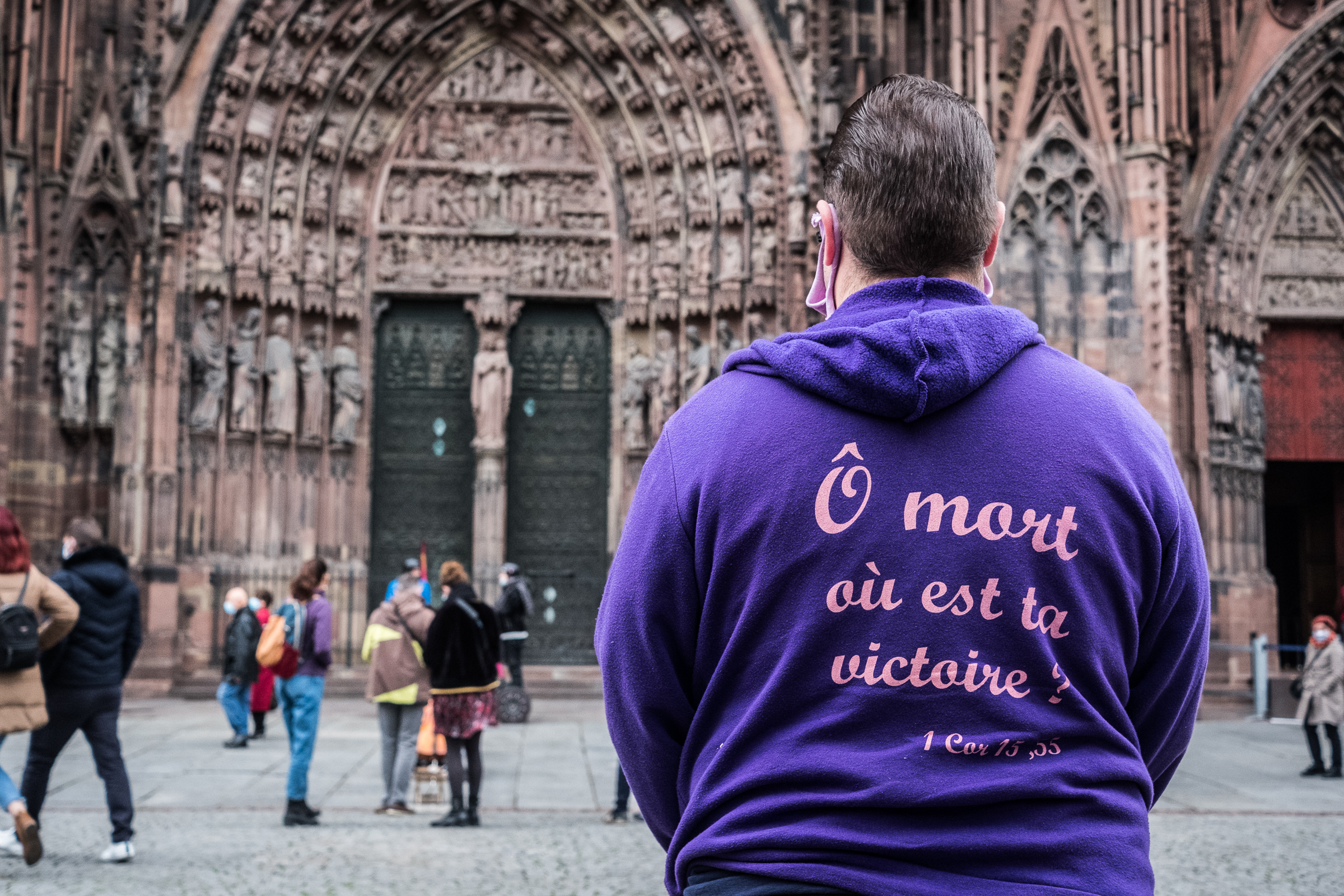
Pendant la sonnerie du glas devant la cathédrale Notre-Dame de Strasbourg en hommage aux victimes de l’attentat de la basilique Notre-Dame de Nice le 29 octobre 2020. Sur le tee-shirt, un verset de la Première épître aux Corinthiens : Ô Mort où est ta victoire ?.

- La Conférence des évêques de France qualifie le jeudi 29 octobre d'acte « innommable » l'attaque au couteau et souhaite que « les chrétiens ne deviennent pas une cible à abattre. »[69]. Par ailleurs, les évêques de France ont invité les fidèles à joindre leurs prières et « faire retentir, partout où cela sera possible cette cloche des défunts à 15 h, heure de la mort du Christ, heure symbolique[70]. »
- Le Conseil français du culte musulman (CFCM) appelle, dans un communiqué, « les musulmans de France à annuler toutes les festivités du Mawlid », à se recueillir en hommage aux victimes dans leur dernière prière du soir, et à « fermer les mosquées jusqu’à nouvel ordre »[71].
- Éric Ciotti, député des Alpes-Maritimes, déclare : « Pour la première fois depuis l’occupation, la France n’est plus libre ! Notre pays est en guerre, nous sommes en guerre ! Pensées pour les victimes de ce nouvel attentat qui touche au cœur notre ville de Nice »[72].
- Marine Le Pen, présidente du Rassemblement national, déclare : « On ne peut pas se contenter de dénoncer le terrorisme. Le terrorisme c'est l'arme de l'idéologie islamiste, il faut à tout prix que nous prenions conscience que c'est une idéologie qui nous fait la guerre. Il faut les mettre hors d'état de nuire légalement, grâce à l'État de droit, grâce à une législation spécifique qui serait votée ici à l'Assemblée nationale, mais on n'a pas le sentiment que le gouvernement ait pris conscience de cette situation. »[73].
- L'OGC Nice réagit sur Twitter et dit : « L'OGC Nice a été choqué et horrifié d'apprendre l'attentat de ce matin dans le centre de Nice.Toutes nos pensées vont aux victimes et à leurs familles. ». Disputant une rencontre de Ligue Europa le soir même, l'OGC Nice s'impose sur un but d'Amine Gouiri, qui choisit de ne pas fêter son but par respect pour les familles[74].

### Internationales
- Royaume-Uni : Boris Johnson, Premier ministre britannique, déclare le matin même : « Je suis sous le choc d'apprendre la nouvelle de l'attaque barbare au sein de la basilique Notre-Dame à Nice. Nos pensées vont aux victimes et à leurs familles, et le Royaume-Uni est aux côtés de la France pour lutter contre la terreur et l'intolérance »[75].
- Allemagne : Angela Merkel, chancellière allemande, déclare notamment sur Twitter : « Je suis profondément bouleversée par les meurtres cruels dans une église à Nice. »[76].
- Liban : Le Premier ministre libanais désigné Saad Hariri a exprimé sur Twitter : « La condamnation et la désapprobation les plus vives de l'odieuse attaque criminelle. Tous les musulmans sont appelés à rejeter cet acte criminel qui n’a rien à voir avec l’islam ou le prophète »[77].
- Italie : Giuseppe Conte, président du Conseil italien, déclare sur Twitter : « Le vil attentat qui a été perpétré à Nice n'affaiblira pas notre front commun en défense des valeurs de paix et de liberté. Nos convictions sont plus fortes que le fanatisme, la haine et la terreur. Nous sommes proches des familles des victimes et de nos frères français. Nous sommes unis »[78].
- Union européenne : Ursula von der Leyen, présidente de la Commission européenne, s'exprime sur Twitter : « Je condamne l'attaque odieuse et brutale qui vient de se dérouler à Nice et suis de tout cœur avec la France. Mes pensées vont aux victimes de cet acte haineux. L’Europe tout entière est solidaire avec la France. Nous restons unis et déterminés face à la barbarie et au fanatisme »[79].
- Tunisie : Par le biais d'un communiqué, la Tunisie condamne fermement l'attaque terroriste à Nice et exprime sa solidarité avec le gouvernement et le peuple français. Le ministère public près du pôle judiciaire antiterroriste quant à lui ouvre une enquête compte tenu de la nationalité de l'assaillant[80].
- Espagne : Pedro Sanchez, Premier ministre espagnol, s'est exprimé sur Twitter : « Nous continuerons à défendre la liberté, nos valeurs démocratiques, la paix et la sécurité de nos concitoyens. Unis face à la terreur et à la haine. Mon affection et ma solidarité avec les victimes de l'attentat perpétré aujourd'hui aux portes de l'église Notre-Dame de Nice »[81].
- Monaco : À l'occasion d'une allocution télévisée ce jeudi soir, destinée à évoquer la stratégie de la Principauté face au Covid-19, le Prince Albert II a commencé son propos en évoquant l'attentat de Nice, il déclare : « Ma pensée va ce soir vers nos amis niçois si durement éprouvés par l'effroyable attaque meurtrière commise en l’église Notre-Dame (…) et je m’incline devant la douleur des familles, et des communautés touchées »[82].
- États-Unis : Donald Trump, président des États-Unis, déclare sur Twitter : « Nous sommes de tout cœur avec le peuple français. L'Amérique se tient aux côtés de son plus vieil Allié dans ce combat. Ces attaques terroristes islamiques radicales doivent cesser immédiatement. Aucun pays, que ce soit la France ou un autre, ne peut le supporter plus longtemps ! »[83]
- Vatican : Le pape François déclare sur Twitter quelques heures après les événements : « Je suis proche de la communauté catholique de Nice, en deuil après l'attaque qui a semé la mort dans un lieu de prière et de consolation. Je prie pour les victimes, pour leurs familles et pour le bien-aimé peuple français, afin qu'il puisse réagir au mal par le bien »[84].
- Canada : Justin Trudeau, Premier ministre du Canada, déclare notamment sur les réseaux sociaux : « Nouvelle accablante alors qu’une attaque terroriste fait plusieurs victimes à Nice. Nos pensées sont avec leurs proches. Nous sommes solidaires avec le peuple français contre la violence. Nous dénonçons ces actes injustifiables qui n’ont pas leur place dans notre société. »[85].
- Arabie saoudite : Le ministère saoudien des Affaires étrangères déclare sur Twitter : « Nous condamnons et dénonçons fermement l’attaque terroriste qui a eu lieu près de l’église Notre-Dame de Nice, en France, et qui a fait plusieurs morts et blessés. Nous réitérons le rejet catégorique par le Royaume de ces actes extrémistes qui vont à l’encontre de toutes les religions, les croyances humaines et le bon sens, et nous affirmons l'importance de rejeter les pratiques qui engendrent la haine, la violence et l'extrémisme. Nous présentons nos condoléances et exprimons notre sympathie aux familles des victimes, au gouvernement et au peuple français ami, et nous souhaitons aux blessés un prompt rétablissement »[86].
- Turquie : Après une semaine de propos belliqueux, la Turquie a publié une déclaration exprimant ses condoléances au peuple français et déclarant qu'« aucune raison ne pouvait légitimer ou excuser le meurtre et la violence. Il est clair que ceux qui ont commis une telle attaque sauvage dans un lieu de culte sacré ne peuvent s'inspirer de quelque valeur religieuse, humaine ou morale que ce soit[87] ».
- Belgique : Le Premier ministre, Alexander De Croo, déclare sur Twitter : « Nous défendons la société ouverte et tolérante aux côtés de la France, ce pays qui nous a enseigné « la liberté, l'égalité et la fraternité ». Les Lumières nous ont appris que l'on répond au conflit par les mots et non par la violence, que du « choc des idées jaillit la lumière ». »[88]. De plus, la Chambre des Représentants a également observé une minute de silence[89].
- Brésil : Jair Bolsonaro, président de la république fédérative du Brésil, exprime ses « profondes condoléances aux proches et amis de la concitoyenne assassinée à Nice, ainsi qu'à ceux des deux autres victimes, et sa solidarité au peuple et au gouvernement français »[90].

## Analyse
Selon Marc Hecker, chercheur à l'Institut français des relations internationales (Ifri) et spécialiste du terrorisme, qui analyse les attentats de Nice, celui devant les anciens locaux de Charlie Hebdo le 25 septembre et de Éragny le 16 octobre, « la recrudescence de ces dernières semaines est très probablement liée au procès Charlie Hebdo et à la republication des caricatures, qui a suscité de fortes réactions dans la djihadosphère », l'agence Thabat, proche d’Al-Qaïda ayant fait un communiqué à ce sujet qui « appelait à des attentats dans des lieux de culte chrétiens mais aussi à des attaques contre des musulmans présentés comme “collaborateurs de l'Etat”, c’est-à-dire, ayant défendu la liberté d’expression et refusé de condamner les caricatures ». Selon lui, le terroriste pourrait s'être inspiré de ce communiqué, car « on découvre souvent dans les enquêtes post-attentats que les assaillants consultaient de la propagande en ligne. On parle à ce sujet de terrorisme d’inspiration, ce qui signifie qu'il n’y a pas nécessairement de commanditaire précis ».
Pour le journaliste Wassim Nasr, spécialiste du djihadisme, les attaques terroristes commises en France en septembre et en octobre « relèvent non pas du jihad politique, mais d’un pur fanatisme. […] Ces personnes se sentent attaquées dans leur foi, mais n’ont pas un projet politique proprement dit, comme par exemple diviser la société française ou le départ des armées françaises du Sahel. En revanche, le fait qu’elles agissent seules et sans attaches avec la sphère jihadiste rend leur surveillance quasi impossible ».